# Macánidas
Macánidas (en griego: Μαχανίδας) fue el guardaespaldas de Pélope y tirano de Esparta entre c. 211 a. C. y 207 a. C. Durante la primera guerra macedónica, Macánidas se opuso firmemente a los aqueos, quienes estaban aliados con Filipo V. En 209 a. C., atacó y venció a Tegea y, en 208 a. C., atacó Argos y Elis durante la Paz Olímpica. Fue derrotado en la Batalla de Mantinea en el verano de 207 a. C., donde fue muerto por Filopemen.
| Predecesor: Cleómenes III | Tirano de Esparta 210 a. C.-207 a. C. | Sucesor: Nabis de Esparta |